# Phantoms (film 1998)
Phantoms è un film del 1998 diretto da Joe Chappelle.
È un film horror statunitense a sfondo fantascientifico con Ben Affleck, Peter O'Toole, Rose McGowan e Joanna Going. È basato sul romanzo Phantoms! di Dean R. Koontz.

## Trama
Le sorelle Lisa e Jenny Pailey arrivano nella località turistica di Snowfield, Colorado, per andare a sciare. Scoprono però che la città è completamente deserta, ma trovano i corpi di una donna delle pulizie, di due panettieri e di un agente di polizia. Si uniscono così allo Sceriffo Bryce Hammond e ai suoi vice Stu Wargle e Steve Shanning nelle indagini.
Steve Shanning, andando a indagare in un edificio, scompare in un lampo di luce, lasciando dietro di sé pistola, cappello e scarpe. Inoltre, quando il gruppo arriva in un albergo nelle vicinanze, viene attaccato da una strana creatura che uccide Stu Wargle.
Rispondendo a un messaggio scarabocchiato in una stanza d'albergo, i tre superstiti si mettono in contatto con il professor Timothy Flyte, che rivela loro la vera natura dell'essere: esso è un'antica creatura che vive sottoterra e che, una volta ogni molti anni, sale in superficie per nutrirsi di qualsiasi essere vivente che gli capiti sotto tiro. Questa creatura è inoltre in grado di prendere le sembianze di ciò di cui si nutre e di assorbirne tutte le memorie e le conoscenze; nutrendosi di umani e assorbendone così tutto ciò che sapevano, la creatura è diventata molto intelligente e crede di essere Satana in persona.
Intanto arriva in zona un commando dell'esercito, con l'intenzione di distruggere il nemico, ma viene totalmente annientato dalla creatura. Nel frattempo Flyte scopre che il corpo della creatura è fisiologicamente quasi identico a quello del petrolio greggio, e teorizza che i batteri geneticamente modificati per abbattere le fuoriuscite di petrolio (di cui hanno a disposizione un campione) potrebbe uccidere l'essere.
Dopo un tentativo fallito di uccidere l'animale, Bryce scende nel sottosuolo determinato a completare l'opera. La creatura prende però la forma di un ragazzo che il poliziotto aveva accidentalmente ucciso durante un raid dell'FBI. Bryce riesce però a superare i rimorsi e a sparare alle fiale con il farmaco (in quel momento tenute in mano dalla creatura), cospargendo così l'essere del batterio per lui micidiale. Dopo essere ritornato in superficie, Bryce rassicura Lisa e Jenny sul fatto di aver ucciso la creatura.
Qualche tempo dopo Flyte rilascia un libro intitolato "L'antico nemico", dove racconta la sua esperienza a Snowfield. Più tardi, un uomo e una donna in un bar iniziano a discutere circa l'esistenza di vita aliena. Pochi posti più in là, un vice sceriffo si mette a ridere. Quando la donna gli chiede cosa abbia da ridere, egli si gira e si scopre essere Stu Wargle, una delle persone uccise dalla creatura, che le dice: "Niente. Vuole vedere una cosa?" (stessa domanda posta dall'agente alle due sorelle Pailey precedentemente, poco prima di trasformarsi in un mostro).

## Produzione
Il film, diretto da Joe Chappelle su una sceneggiatura di Dean R. Koontz con il soggetto di Dean R. Koontz (autore del romanzo), fu prodotto da Michael Leahy, Robert Pringle e Joel Soisson per la Dimension Films, la Fuji Creative Corporation, la Miramax Films, la NEO Motion Pictures e la Raven House e girato a Denver e Georgetown in Colorado dal 28 ottobre al 17 dicembre 1996. Gli effetti speciali furono affidati alla Neo Digital Imaging e alla Station X Studios. La musica è firmata da David C. Williams.

## Distribuzione
Il film fu distribuito negli Stati Uniti dal 23 gennaio 1998 al cinema dalla Dimension Films e per l'home video dalla Dimension Home Video.
Alcune delle uscite internazionali sono state:
- in Singapore il 16 aprile 1998
- in Australia il 4 giugno 1998
- nei Paesi Bassi l'11 luglio 1998
- in Germania il 6 agosto 1998 (Phantoms)
- in Austria il 4 settembre 1998
- in Spagna il 4 settembre 1998
- in Svezia il 18 settembre 1998 (Fantastisk Film Festival Lund, première)
- in Islanda il 25 settembre 1998
- in Brasile il 20 novembre 1998 (Fantasmas)
- in Belgio il 23 dicembre 1998
- nel Regno Unito nel febbraio del 1999 (in anteprima)
- in Portogallo il 26 febbraio 1999 (Fantasmas, Fantasporto Film Festival)
- in Portogallo il 12 marzo 1999
- in Argentina il 10 agosto 1999 (Fantasmas)
- in Polonia il 26 dicembre 1999 (Odwieczny wróg)
- in Giappone il 27 maggio 2000 (Tokyo)
- in Italia il 21 luglio 2000 (Phantoms)
- in Francia (Phantoms)
- in Spagna (Phantoms)
- in Finlandia (Aaveet)
- in Canada (Fantômes)
- in Ungheria (Fantomok)

## Promozione
La tagline è: "For centuries they told us the terror would come from above. We've been looking the wrong way.".

## Critica
Secondo MYmovies il film è un "fanta-horror con buoni effetti speciali notturni" in cui però "la storia non convince". Secondo Leonard Maltin il film è un "thriller niente male con buone interpretazioni", un ottimo utilizzo delle location e diverse sequenze caratterizzate da una notevole suspense".